# Diritti LGBT a Taiwan
I diritti LGBT (di lesbiche, gay, bisessuali e transessuali) nella repubblica di Taiwan sono stati considerati come essere tra i più progressisti dell'Asia orientale; l'attività omosessuale sia maschile sia femminile è del tutto legale, e le coppie dello stesso sesso possono accedere al matrimonio.
La discriminazione sulla base dell'orientamento sessuale in materia di istruzione e di occupazione è stata vietata a livello statale rispettivamente nel 2003 e nel 2007.
Nel 2009 circa 25.000 persone hanno partecipato al gay pride (la sfilata dell'orgoglio omosessuale), divenendo così la più grande manifestazione a tema LGBT mai svoltasi in Asia; Il "Taiwan Pride" del 2012 ha superato questo record, con una partecipazione effettiva di oltre di 65.000 cittadini, il che ha portato molti a riferirsi al paese come uno dei luoghi più liberali del continente.

## Leggi in materia di attività sessuale tra persone dello stesso sesso
L'attività sessuale privata tra adulti consenzienti e non a fine di lucro è pienamente legale, anche se la costituzione non menziona espressamente l'orientamento sessuale o l'identità di genere.

## Riconoscimento delle relazioni omosessuali

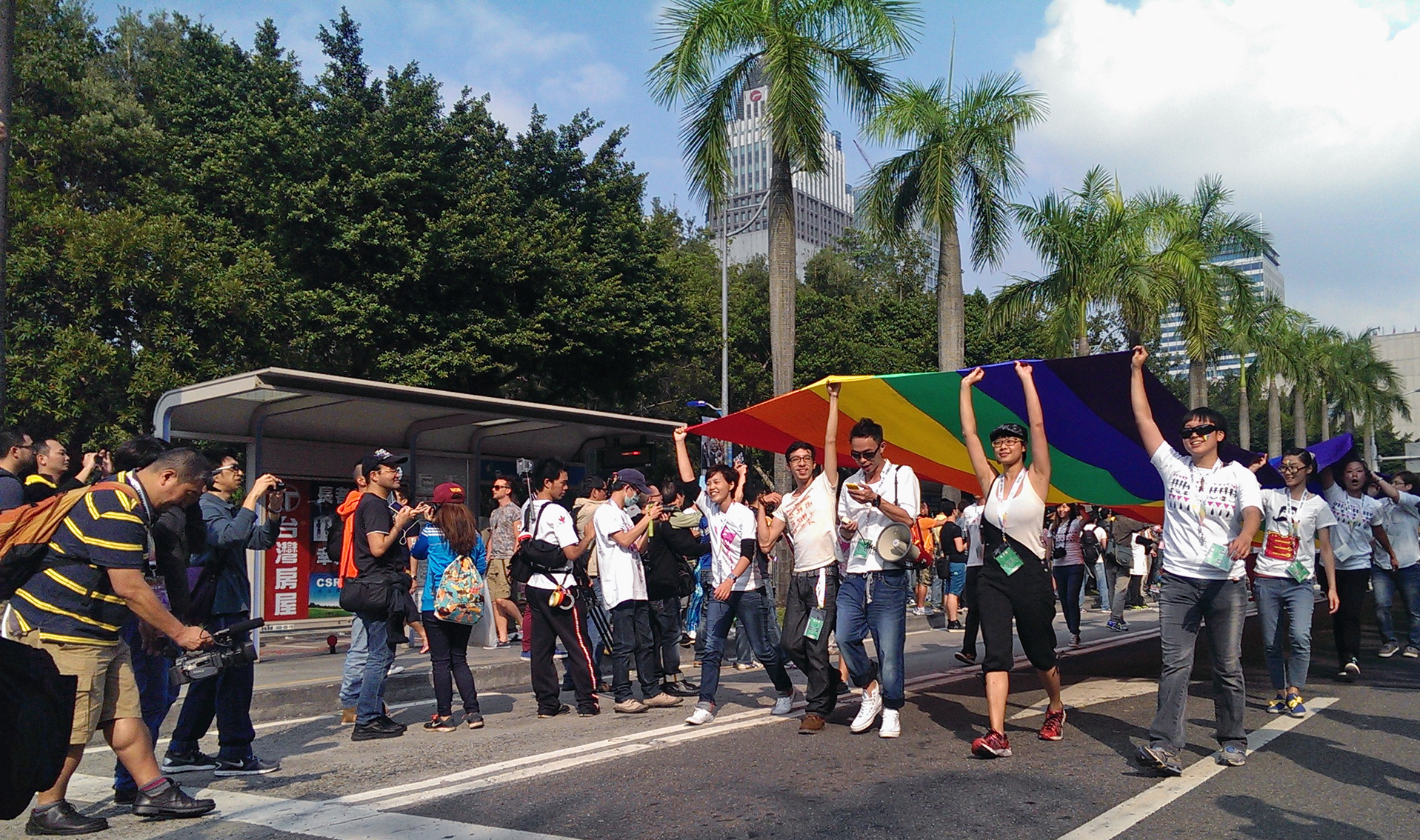
Gay Pride 2013.

Alla fine di ottobre del 2003 il governo dell'isola ha proposto la concessione di una legislazione favorevole ai matrimoni omosessuali; non solo, ma anche il diritto di adozione da parte di coppie dello stesso sesso. 
Il tutto all'interno d'una legge che menziona i diritti umani basilari per ogni singolo; ha dovuto però affrontare l'opposizione di parte del parlamento ed è stato bloccato e quindi non votata e da allora si trova in fase di stallo. 
Una nuova richiesta di disegno di legge è stata redatta nel 2012 da gruppi per i diritti dei gay.
Il 22 dicembre 2014 è stata avanzata una proposta di modifica del codice civile con l'intento di legalizzare anche il matrimonio omosessuale, ma ha dovuto essere sottoposta a revisione da parte della "commissione giustizia": se la modifica passasse la fase di commissione potrebbe poi essere votata nel corso della sezione plenaria del parlamento ("Legislative Yuan") nel 2015. 
La modifica, denominato emendamento di uguaglianza del matrimonio, introdurrebbe termini neutri all'interno del codice civile in sostituzione di quelli che implicano il matrimonio eterosessuale, una maniera efficace per poter così legalizzare tutti i tipi di unioni. 

Essa permetterebbe anche alle coppie dello stesso sesso di adottare bambini.

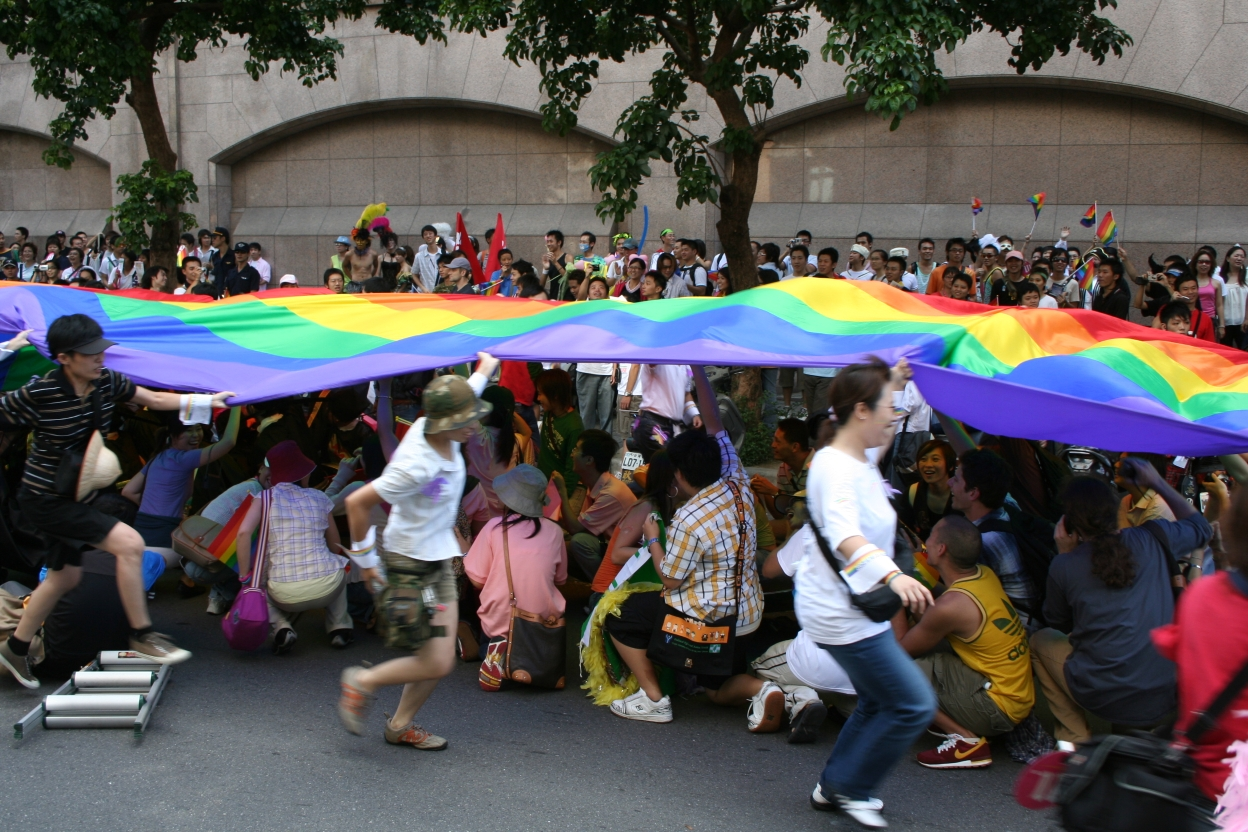
Gay Pride 2005 a Taiwan

Yu Mei-nu del Partito Democratico Progressista (DPP), che è il convocatore della sessione legislativo, ha espresso sostegno per l'emendamento, così come hanno fatto più di 20 altri parlamentari dello stesso partito, oltre a due dall'ecologista Taiwan Solidarity Union ed uno ciascuno dal Kuomintang nazionalista e dal People First Party di centro-destra.
Nel maggio 2015 la città di Kaohsiung ha annunciato un piano per consentire alle coppie dello stesso sesso di contrassegnare i loro partner nei documenti civili a livello cittadino a fini di riferimento, anche se ciò non sarebbe applicabile al settore sanitario; il Taiwan LGBT Rights Advocacy, una ONG, ha criticato il piano come una semplice misura di presa in giro della comunità senza avere alcun effetto sostanziale.
Il 17 giugno 2015, la capitale Taipei è la seconda città di Taiwan ad aprire le registrazione per le coppie omosessuali.
La Corte Costituzionale il 24 maggio 2017 stabilì che l'attuale normativa, che prevede che il matrimonio sia solo tra un uomo e una donna, fosse incostituzionale.  
Il Parlamento ebbe il termine di due anni per emendare o approvare una nuova legge,scaduti i quali le coppie omosessuali avrebbero comunque avuto il diritto di sposarsi utilizzando la normativa attualmente in vigore.  
Il 17 maggio 2019, a pochi giorni dalla scadenza, il Parlamento di Taiwan approvò la legge che dal 24 maggio di quell'anno ha permesso alle coppie omosessuali, prime nel continente asiatico, di registrare il loro matrimonio al pari delle coppie eterosessuali.

## Protezioni anti discriminazione
Nel 2007 è stata approvata una legge che vieta la discriminazione basata sull'orientamento sessuale nel posto di lavoro; già la discriminazione nei confronti delle tendenze sessuali in materia d'istruzione in generale era stata vietata nel 2003. 
Nel marzo 2010 il ministro della pubblica istruzione taiwanese ha annunciato che a partire dal 2011 i libri di testo scolastici devono includere anche argomenti sui diritti umani delle persone LGBT. Questa riforma mira, secondo il comunicato emesso dal ministro "a sradicare la discriminazione, in quanto tutti gli studenti dovrebbero essere in grado di crescere felicemente in un ambiente di tolleranza e rispetto".

## Vita e ambienti LGBT a Taiwan

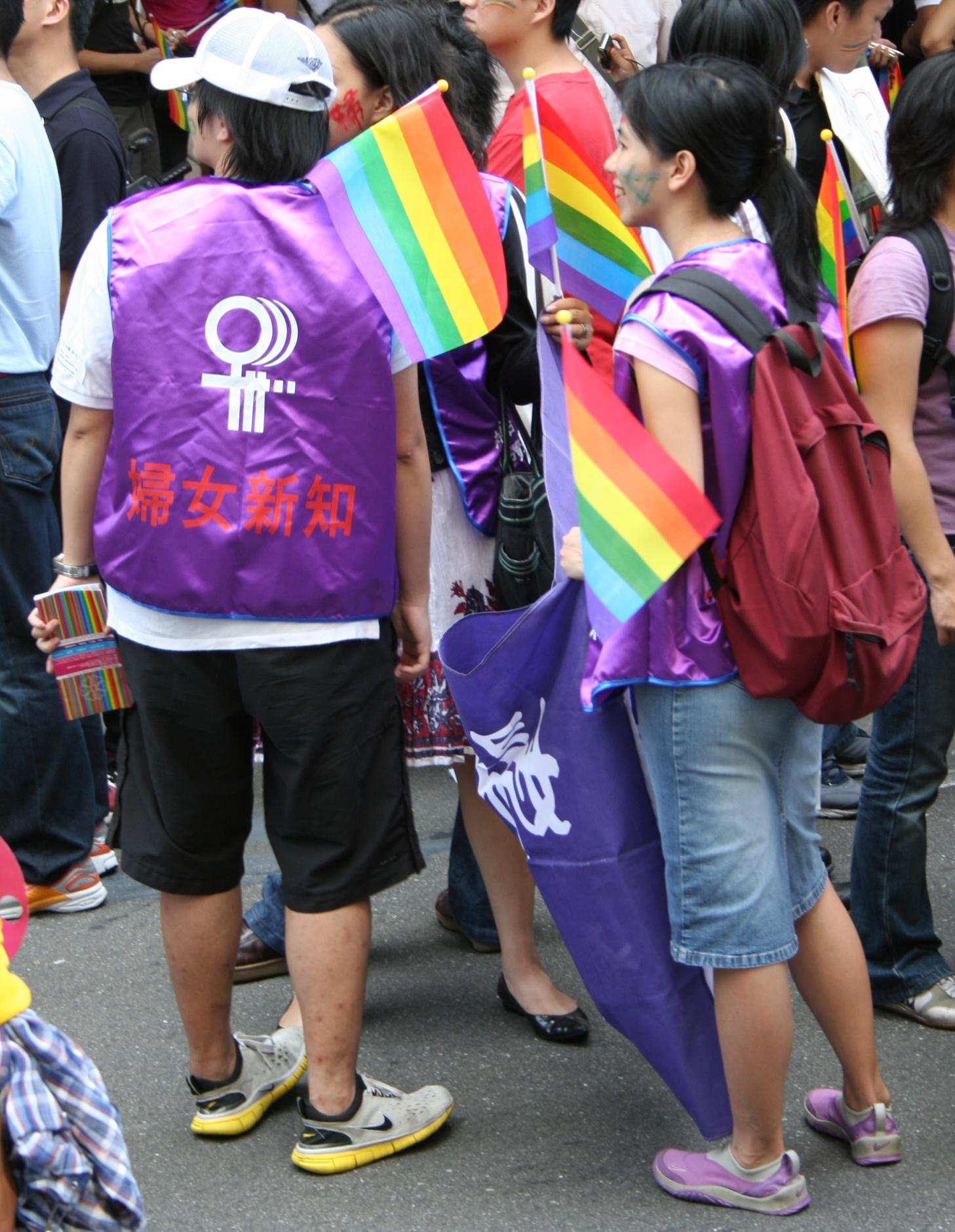
Partecipanti al Gay Pride di Taipei del 2005

Durante gli anni '70 sono stati pubblicati i primi romanzi in cui era presente l'argomento omosessuale; successivamente sono stati prodotte alcune serie TV e film a tematica gay, guadagnando riconoscimenti ed attenzioni da parte della comunità gay, ma non solo. 
Tra gli esempi più importanti possiamo citare la serie televisiva Crystal Boys tratta da un romanzo di Pai Hsien-yung e il film Formula 17.
Il 1º novembre 2003 s'è svolta la prima parata dell'orgoglio gay all'interno del mondo di lingua cinese, a Taipei, con la partecipazione di più di mille persone. Da allora ha avuto luogo a cadenza annuale, anche se ancora molti partecipanti indossano maschere per nascondere la loro identità, in quanto il tabù sociale nei riguardi dell'omosessualità è ancora forte in molti ambienti.
Nonostante ciò la sfilata del 2010 ha attirato più di 30.000 persone con una sempre più crescente attenzione da parte dei mezzi di comunicazione e dei partiti politici, anche grazie alla celebrità del regista taiwanese Ang Lee e del suo film I segreti di Brokeback Mountain.
Un altro regista taiwanese, Zero Chou, ha diretto nel 2007 Spider Lilies, che narra una storia tra due donne: proiettato al festival di Berlino ha vinto il Teddy Award come miglior film gay. Dal 2010, vi è stata anche una parata dell'orgoglio gay di Kaohsiung , che ha attirato oltre 2.000 persone.
Nel 2011, con l'obiettivo di creare la dovuta consapevolezza nei riguardi del matrimonio tra persone dello stesso sesso, più di 80 coppie di lesbiche hanno svolto un'enorme cerimonia festiva attirando migliaia di persone tra parenti, amici e semplici curiosi.
Nel 2012 si è tenuto il primo matrimonio religioso omosessuale tra Fish Huang e la sua partner You Ya-ting, officiato dal maestro buddhista Shih Chao-hui che ha presieduto al rito.
In precedenza Chen Ching-hsueh e Kao Chih-Wei avevano ottenuto di potersi sposare pubblicamente, dopo aver sostenuto una lunga lotta legale.
Nell'estate 2013 il governo ha dato il proprio assenso nei riguardi del primo matrimonio pubblico transgender del paese. 
Attivisti LGBT hanno presentato in ottobre un caso all'alta corte amministrativa di Taipei, citando fonti d'intelligence anonime che accuserebbero la Cina, ma anche Stati Uniti e Vaticano, di far pressioni indebite contro un pieno ed effettivo riconoscimento del matrimonio omosessuale.

### L'opinione pubblica
Un sondaggio del 2006 ha concluso che le relazioni omosessuali erano pienamente accettate dal 75% dell'opinione pubblica, contro un 25% di fermamente contrari. 
Un sondaggio del 2013 ha invece mostrato che il 76% è a favore della parità di diritti per gay e lesbiche, mentre il 53% sostiene il matrimonio omosessuale..
Un sondaggio online del 2013 ha mostrato che il 53% dei Taiwanesi supporta il matrimonio omosessuale e il 76% è in favore del riconoscimento di pari diritti per gay e lesbiche
Nel maggio 2015 PlanetRomeo, un social network LGBT, ha pubblicato il suo primo Indice della Felicità Omosessuale (Gay Happiness Index - GHI). 
Uomini gay da oltre 120 paesi al mondo hanno risposto a domande su come ritengono che la società veda l'omosessualità, come pensano di essere trattati dalle altre persone e quanto sono soddisfatti della loro vita. Taiwan si è classificato al 34º posto con un punteggio GHI di 54.
Un sondaggio online del 2015 ha mostrato che il 59% di coloro che hanno partecipato è a favore dell'approvazione di una legislazione che permetta alle coppie omosex di stabilire relazioni simili al matrimonio, con il 75% di supporto per il matrimonio omosessuale.

### Nel cinema
La cinematografia taiwanese si è cimentata, sia in maniera seria che più leggera, con le questioni riguardanti i diritti delle persone omosessuali (sia maschi che femmine) e la loro realtà di vita. Tra i film che hanno maggiormente riscosso un consenso di critica e pubblico - alcuni dei quali distribuiti anche in Europa - ci sono:
- 1993: Il banchetto di nozze
- 1994: Vive l'amour
- 1997: Il fiume
- 2003: Goodbye, Dragon Inn
- 2004: Formula 17
- 2006: Eternal Summer
- 2006: I Don't Want to Sleep Alone (Hēi yǎn quān)
- 2007: Spider Lilies
- 2007: Go Go G-Boys
- 2007: Blue Gate Crossing (lánsè dà mén)
- 2008: Candy Rain (Huā Chīle Nā Nǚhái)
- 2009: Miss Kicki
- 2009: Somewhere I Have Never Traveled
- 2010: Pair of Love
- 2012: Girlfriend, Boyfriend
- 2020: Your Name Engraved Herein

## Tabella riassuntiva
| Legalità dell'attività omosessuale                                                                                    | (sempre stato legale)                                         |
| Parità di età del consenso                                                                                            | (sempre stata uguale)                                         |
| Leggi anti discriminatorie nel mondo del lavoro                                                                       | (dal 2003)                                                    |
| Leggi anti discriminatorie nella fornitura di beni e servizi                                                          | (dal 2007)                                                    |
| Leggi anti discriminatorie in tutti gli altri settori (compresa la discriminazione indiretta e le espressioni d'odio) | (dal 2007)                                                    |
| Matrimonio tra persone dello stesso sesso                                                                             | (in vigore dal 17 maggio 2019)                                |
| Riconoscimento delle coppie dello stesso sesso                                                                        | Si                                                            |
| Step-child adoption                                                                                                   | Si                                                            |
| Adozione da parte di coppie dello stesso sesso                                                                        | Si                                                            |
| Genitorialità automatica per entrambi i coniugi dopo la nascita                                                       | No                                                            |
| Possibilità di servire apertamente nelle forze armate per le persone LGB                                              | (dal 2002)                                                    |
| Diritto legale di cambiare genere sessuale                                                                            | (Dal 2008. Operazione chirurgica non più necessaria dal 2015) |
| Terzo Genere | No                                                            |
| Accesso alla fecondazione in vitro per le lesbiche                                                                    | Si                                                            |
| Permesso di donare il sangue                                                                                          | / (dal 2009; solo le lesbiche possono donare)                 |
| Terapie di conversione vietate                                                                                        | (dal 2017)                                                    |
| Maternità surrogata per coppie omosessuali                                                                            | (vietata indipendentemente dall'orientamento sessuale)        |